# Herbert Klein (Politiker, 1903)
Herbert Klein (* 24. Juni 1903 in Wilhelmshaven; † 25. Juni 1978 in Lugano) war ein deutscher Rechtsanwalt, Beamter und christdemokratischer Politiker.

## Leben
Klein studierte Rechtswissenschaften und war nach Referendars- und Assessorzeit ab 1930 Rechtsanwalt in Köln. Zwischen 1954 und 1968 war er Polizeipräsident in Düsseldorf.
Seit 1945 war Klein Mitglied der CDU. Er war Mitglied des ernannten Landtages von Nordrhein-Westfalen in den Jahren 1946 und 1947 und anschließend bis 1954 direkt gewählter Abgeordneter für den Rheinisch-Bergischen Kreis (Süd).
Außerdem war er zwischen 1946 und 1948 Landrat dieses Kreises und Mitglied im Stadtrat von Porz.
1968 erhielt er das Bundesverdienstkreuz I. Klasse.